# Glasgow (Kentucky)
Glasgow è una città degli Stati Uniti d'America, nella contea di Barren, nello Stato del Kentucky.